# Đurđic (żupania kopriwnicko-kriżewczyńska)
Đurđic – wieś w Chorwacji, w żupanii kopriwnicko-kriżewczyńskiej, w mieście Križevci. W 2011 roku liczyła 267 mieszkańców.